# 馬克斯·克萊伯
馬克斯·克萊伯（德語：Max Kleiber，1893年1月4日—1976年1月5日）是一名瑞士農業生物學家，在蘇黎世出生並接受教育。
克萊伯於1920年畢業於蘇黎世聯邦理工學院，成為農業化學家，1924年獲得理學博士學位，並在發表論文《營養科學中的能量概念》後成為博士。
克萊伯於1929年加入加州大學戴維斯分校畜牧系，負責建造呼吸室和進行動物能量代謝研究。在他的眾多重要成就中，有兩項特別值得一提。1932年，他得出結論：體重的四分之三功率是預測動物基礎代謝率（BMR）和比較不同體型動物營養需求的最可靠依據。他也提供了能量利用的總效率與體型無關這一結論的依據。克萊伯於1961年出版了《生命之火》（The Fire of Life）一書，隨後被翻譯成德語、波蘭語、西班牙語和日語。
他對新陳代謝與體重之比進行了描述，這就是後來的克萊伯定律。克萊伯定律是指對絕大多數動物而言，動物的新陳代謝率與動物質量的3⁄4次方成正比。最近，克萊伯定律也被證明適用於植物，這表明克萊伯的觀察結果更為普遍。

## 榮譽
- 古根海姆獎（1954年）[4][5]

## 外部連結
- . Manuscript Collections # D-030 (Special Collection). UC Davis.   [2023-08-02]. （原始内容存档于2011-12-08）.